# Deogratias Muganwa Byabazaire
Deogratias Muganwa Byabazaire (* 9. Oktober 1941 in Karujubu-Masindi, Uganda; † 8. Februar 2014 in Kampala) war ein ugandischer Geistlicher und römisch-katholischer Bischof von Hoima.

## Leben
Deogratias Muganwa Byabazaire empfing am 9. August 1969 das Sakrament der Priesterweihe.
Am 21. Mai 1990 ernannte ihn Papst Johannes Paul II. zum Koadjutorbischof von Hoima. Der Apostolische Pro-Nuntius in Uganda, Erzbischof Luis Robles Díaz, spendete ihm am 18. August desselben Jahres die Bischofsweihe; Mitkonsekratoren waren der Erzbischof von Kampala, Emmanuel Wamala, und der Bischof von Hoima, Albert Edward Baharagate. Am 9. März 1991 wurde Deogratias Muganwa Byabazaire in Nachfolge von Albert Edward Baharagate, der aus Krankheitsgründen zurücktrat, Bischof von Hoima.